# Falsistrellus mackenziei
Falsistrellus mackenziei (Kitchener, Jones, & Caputi, 1986) è un pipistrello della famiglia dei Vespertilionidi diffuso in Australia.

## Descrizione

### Dimensioni
Pipistrello di medie dimensioni, con la lunghezza della testa e del corpo tra 55 e 66 mm, la lunghezza dell'avambraccio tra 48 e 54 mm, la lunghezza della coda tra 40 e 53 mm, la lunghezza delle orecchie tra 14 e 18 mm e un peso fino a 26 g.

### Aspetto
Il corpo è robusto. Le parti dorsali sono color ruggine, mentre le parti ventrali sono color cannella. Il muso davanti alle orecchie è privo di peli ed è marrone chiaro. Le ali, le labbra, gli avambracci e i piedi sono nerastri. Le orecchie sono lunghe, strette e con la punta arrotondata. Un incavo è presente nella parte superiore del bordo posteriore. Il colore è marrone chiaro. Il trago è lungo, sottile e curvato in avanti. La coda è lunga e inclusa nell'ampio uropatagio.

## Biologia

### Comportamento
Si rifugia in gruppi fino a 30 individui nelle cavità degli alberi.

### Alimentazione
Si nutre di insetti.

## Distribuzione e habitat
Questa specie è diffusa nell'Australia occidentale sud-occidentale.
Vive nelle foreste umide mature.

## Conservazione
La IUCN Red List, considerato l'areale limitato e il declino nell'estensione e nella qualità del proprio habitat, classifica F.mackenziei come specie prossima alla minaccia di estinzione (Near Threatened).